# اس‌اس نردمارک
اس‌اس نردمارک (به انگلیسی: SS Nordmark) یک کشتی بود که طول آن ۲۱۵ فوت ۵ اینچ (۶۵٫۶۶ متر) بود. این کشتی در سال ۱۹۲۰ ساخته شد.